# Пристанище Сан Франциско
Пристанище „Сан Франциско“ (на английски: Port of San Francisco) е пристанище на Тихоокеанското крайбрежие на САЩ. Намира се в град Сан Франциско, щата Калифорния. Недалеч, в източната част на Санфранцисканския залив, е и Пристанище „Оукланд“.
Пристанище Сан Франциско разполага с многобройни пристанищни кейове. Много от тях обслужват фериботни линии между съответните кейове и градчетата в района на Санфранциския залив. Една такава линия е например тази до Тибурон.
Кей 39 е най-известният кей, популярна туристическа атракция, откъдето тръгва ферибота за остров Алкатрас. Кей 39 се намира в североизточната част на Сан Франциско.